# La Victoria de Acentejo
La Victoria de Acentejo – gmina w Hiszpanii, w prowincji Santa Cruz de Tenerife, we wspólnocie autonomicznej Wysp Kanaryjskich, o powierzchni 18,36 km². W 2011 roku gmina liczyła 9049 mieszkańców.